# Otthon Írók és Hírlapírók Köre

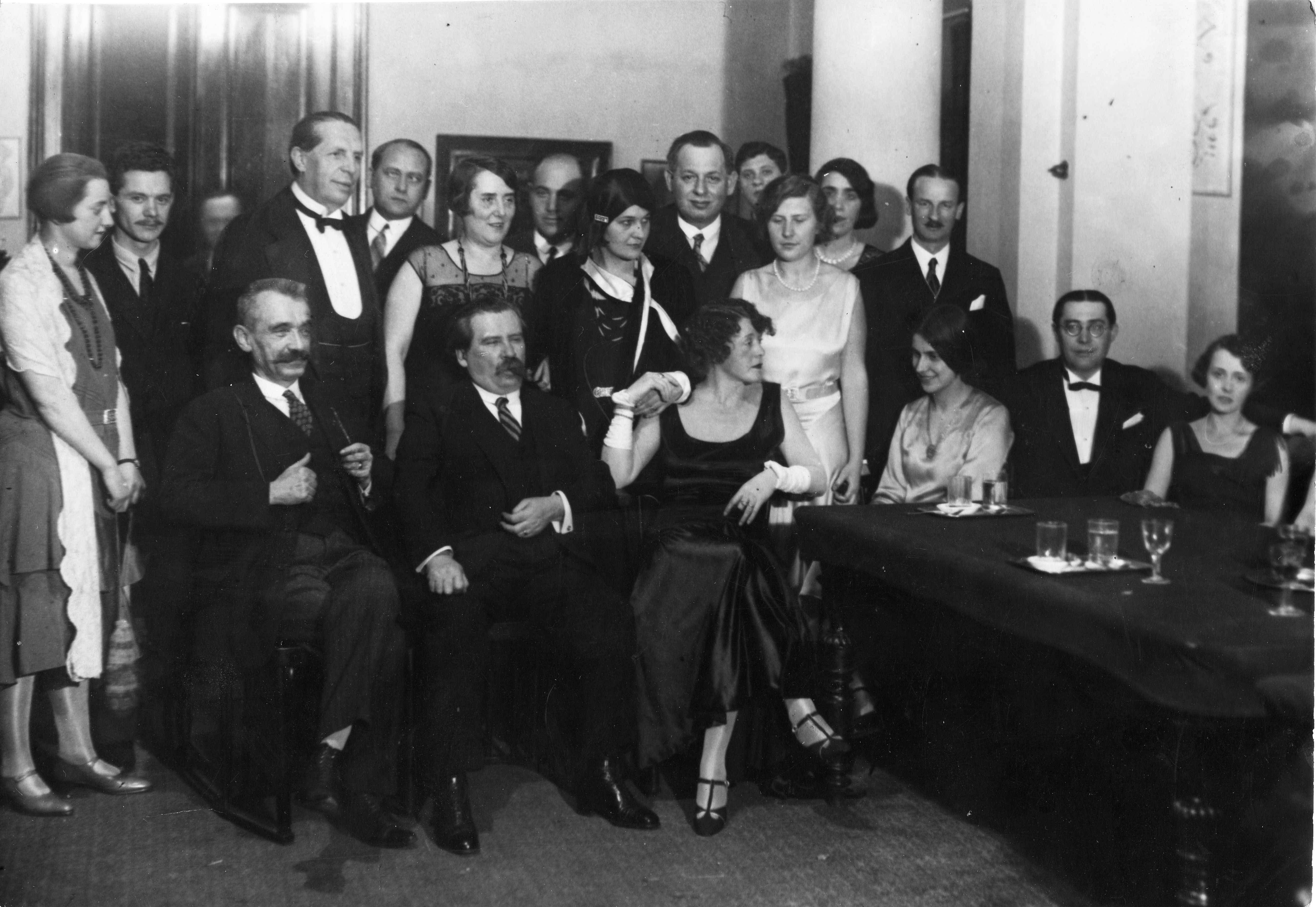
A Magyar írók Egyesülete által, Móricz Zsigmond és Surányi Miklós tiszteletére rendezett vacsora résztvevői. A képen: ismeretlen nő, József Attila költő, Schöpflin Aladár kritikus, Magyar Elek újságíró, Kárpáti Aurél kritikus, Magyar Elekné, Móricz Zsigmond író, Vidor Marcell író, Móricz Gyöngyi, Móriczné Simonyi Mária, Kállay Miklós író, ismeretlen férfi, Móricz Virág, ismeretlen nő, Surányi Miklós író, ismeretlen nő, Somogyi Gyula író, Somogyi Gyuláné.

Az Otthon Írók és Hírlapírók Köre vagy röviden Otthon Kör magyar írók, hírlapírók és művészek 1891-től 1948-ig fennálló budapesti társasköre volt. Solder Hugó kezdeményezésére alakult 1891-ben, első elnöke Rákosi Jenő, titkára pedig Solder lett. Kezdetben székhelye a budai Fiume szállóban, majd a Múzeum körúton volt, 1898-tól az Otthon Kör tartósan az erzsébetvárosi Dohány utca 76. szám alatt, a Márkus Géza által tervezett eklektikus épületben működött. Fő célja a művészvilág társaséletének felélénkítése, irodalmi és művészeti előadások, összejövetelek szervezése volt. A művészi tevékenység megsegítésére különböző alapítványokból több pályázatot írt ki a társaság. Az 1896-os millenniumi ünnepségek idején az Otthon Kör szervezte a budapesti nemzetközi sajtókongresszust, amelynek keretében megalapították az első nemzetközi sajtószövetséget. 1914-től a társaság egy évig hadikórházat tartott fenn. Később korszakában Márkus Miksa volt a társaság tevékenységét leginkább meghatározó elnök. 1940-ben a Royal szállóban működtek, 1946-tól 1948. évi megszüntetéséig pedig a New York-palotában rendezkedett be az Otthon Kör.